# Парес, Габриэль
Габриэль Паре́с (фр. Philippe Charles Gabriel Parès; 18 ноября 1862, Париж — 2 января 1934, Париж) — французский дирижёр и композитор. Отец Филиппа Пареса.
Сын и племянник военных кларнетистов, игравших в духовом оркестре Республиканской гвардии — элитного подразделения Национальной жандармерии. Окончил Парижскую консерваторию (1881) как корнетист, изучал также композицию под руководством Теодора Дюбуа и Лео Делиба.
В 1883 году выиграл конкурс на должность главного дирижёра флотского экипажа в Тулоне. В 1889 году во главе духового оркестра экипажа триумфально выступил на Всемирной выставке в Париже. В 1894—1911 гг. главный дирижёр духового оркестра Республиканской гвардии. В 1917 г. возглавил новый духовой оркестр, созданный по указанию президента Жоржа Клемансо, и провёл во главе коллектива весьма успешные гастроли в США.
Автор многочисленных сочинений для духового оркестра. Помимо них, написал комическую оперу «Тайна деда Корниля» (фр. Secret de maître Cornille; 1893, по одноимённому рассказу Альфонса Доде), «военный дивертисмент» (серию пьес для духового оркестра) «Михаил Строгов» (фр. Michel Strogoff, по одноимённому роману Жюля Верна) и др. Паресу принадлежат также многочисленные обработки для духового оркестра симфонических сочинений Гектора Берлиоза (включая Фантастическую симфонию), Эдуара Лало, Жоржа Бизе и других авторов.
Парес написал учебник по оркестровке и инструментовке для духовых оркестров (фр. Nouveau traité d’instrumentation et d’orchestration a l’usages des Musique Militaires d’Harmonie et de Fanfare; 1898) и ряд других дидактических произведений, в том числе сборник гамм и арпеджио, пользовавшийся значительной популярностью и приспособленный для разных духовых инструментов от саксофона до флейты-пикколо.